# Ragnar Nordström
Gustav Ragnar Enos Nordström, född 16 januari 1894 i Lovisa, död 25 december 1982 i Lovisa, var en finländsk militär och skeppsredare.
Nordström anslöt sig till jägarrörelsen 1915 och deltog i finska inbördeskriget 1918, där han sårades vid Tammerfors och förlorade högra armen. Därefter organiserade han tillsammans med Gunnar von Hertzen Aunusexpeditionen. 
Under 1920- och 1930-talen byggde han upp en koncern i sjöfarts- och fiskeribranschen, Nordströmkoncernen. Denna var även en banbrytare för fiskeriet och fiskförädlingen i Petsamo, där den under slutet av 1930-talet arbetade genom Finska fiskeri Ab. Under mellankrigstiden hade företaget Finlands största tonnage. 
Nordström var svuren fiende till bolsjevismen. Efter vinterkrigets utbrott for han till Stockholm och utverkade vapenhjälp till fronten i norra Finland. I början av fortsättningskriget var han med om att skissera upp militärförvaltningen över Östkarelen och innehade under krigets anfallsskede en hög post inom denna. I slutet av augusti 1945 försökte den röda statspolisen gripa honom på hans gård i Övertorneå. Nordström lyckades emellertid ta sig över till den svenska sidan, där han vistades fram till 1948. 
Efter hemkomsten fortsatte han med rederirörelsen, som drabbats hårt av ofärdsåren.